# Vahlkampfiidae
A Vahlkampfiidae a Heterolobosea egyik korábbi meghatározása szerint parafiletikus csoportja az Eutetramitia kládban.

## Történet
Jollos írta le a csoportot 1917-ben. Korábban ide sorolták például a Dictyostelium discoideumot, de a molekuláris filogenetika idővel igazolta, hogy a D. discoideum a Dictyosteliales többi tagjához hasonlóan az Eumycetozoa tagja.
Típusnemzetsége a Vahlkampfia Chatton et Lalung-Bonnaire 1912.

## Genetika
A Naegleria gruberi a Naegleria nemzetség első faja, melynek teljes magi és mitokondriális genomja egyaránt ismert: ezek 2010-ben jelentek meg.

## Filogenetika
A Heterolobosea egyik legnagyobb tagja volt. Adl  et al. 2019-es rendszertanában 7 nemzetsége van:
- Fumarolamoeba
- Naegleria
- Vahlkampfia
- Allovahlkampfia
- Paravahlkampfia
- Willaertia
- Tetramitus

Később több nemzetségről is kimutatták, hogy nem része a csoportnak, így Pánek  et al. 2025-ös rendszerében már csak a Vahlkampfia és Tetramitus tartoznak ide.

## Morfológia
1 maggal rendelkező amőbák vagy ostoros amőbák, ostorral rendelkező tagjai 4 vagy 2 ostorral rendelkeznek. Kinetoszómái az Eutetramitia többi tagjához hasonlóan párhuzamosak, nukleólusza központi.

## Élőhely
A kénsavas hévforrásokban élő első leírt nem fotoszintetikus eukarióta, a Tetramitus thermacidophilus ide tartozik. Ezt 3 helyen mutatták ki: egy főleg fonalas baktériumokból élő mintában az Uzon-kalderában (Kamcsatka-félsziget; Cu8 törzs), egy Cyanidiophyceae-fajokat tartalmazó üledékmintában a Pisciarelli Solfatarában Nápoly közelében (Pzc6) és a kaliforniai Lassen Vulkanikus Nemzeti Park területén egy Boiling Springs-tóból vett mintában (BSL). A második ilyen faj egy Allovahlkampfia-faj

## Ökológia
Legtöbb korábbi faja (például az Acrasidae, Naegleria kládokban) szabadon élő, azonban egyes fajai (például Naegleria fowleri) opportunista patogének.
A Catovirus naegleriensis – más néven naegleriavírus, röviden NiV – a Naegleria nemzetséget fertőző óriásvírus a Nucleocytoviricota kládon belül. Ez a Klosneuvirinae klád 4. izolált tagja, és ismert rokonaihoz hasonlóan számos transzlációs génje van, de tRNS-génje nincs.

## Életciklus
Nukleólusza mitózis során fennmarad, azonban két pólust alkot, a mitózisorsó magon belül van. Gyakran képez cisztát.
Egy parazita baktériuma gátolhatja a Naegleria spp. cisztaképzését, de nem gátolja ostoros állapottá alakulását.

## Orvosi jelentőség
A Naegleria fowleri gyakran végzetes granulómás amőbás agyhártyagyulladást okoz. Rokonai, a Naegleria gruberi és a Naegleria lovaniensis 1-es kockázati fokozatúak, mert nem humán patogének. E fajok gyakran használatosak a N. fowleri kórokozási mechanizmusai és az ellene készült lehetséges gyógyszerek kutatására. A N. fowleri trogocitózisában jelentős szerepet játszhat az aktin-újramodellezés.
Az Allovahlkampfia spelaea keratitist okozó opportunista patogén, mely patogén baktériumok – például Staphylococcus aureus, Klebsiella pneumoniae, Enterobacter aerogenes, Pseudomonas aeruginosa – lehetséges gazdája.